# Sato Yuto
Yūto Satō (佐藤 勇人 Satō Yūto, sinh ngày 12 tháng 3 năm 1982 ở Kasukabe, Saitama) là một cầu thủ bóng đá người Nhật Bản currently plays ở vị trí tiền vệ cho JEF United Ichihara Chiba.

## Sự nghiệp
Anh ra mắt lần đầu cho Đội tuyển bóng đá quốc gia Nhật Bản ngày 16 tháng 8 năm 2006 trước Yemen.
Anh trai sinh đôi của anh, Hisato cũng là một cầu thủ bóng đá thi đấu cho Sanfrecce Hiroshima và Nhật Bản.

## Thống kê câu lạc bộ
Cập nhật đến ngày 10 tháng 12 năm 2017.
| Thành tích câu lạc bộ | Thành tích câu lạc bộ     | Thành tích câu lạc bộ | Giải vô địch | Giải vô địch | Cúp                   | Cúp                   | Cúp Liên đoàn | Cúp Liên đoàn | Tổng cộng | Tổng cộng |
| Mùa giải              | Câu lạc bộ                | Giải vô địch          | Số trận      | Bàn thắng    | Số trận               | Bàn thắng             | Số trận       | Bàn thắng     | Số trận   | Bàn thắng |
| Nhật Bản              | Nhật Bản                  | Nhật Bản              | Giải vô địch | Giải vô địch | Cúp Hoàng đế Nhật Bản | Cúp Hoàng đế Nhật Bản | J. League Cup | J. League Cup | Tổng cộng | Tổng cộng |
| --------------------- | ------------------------- | --------------------- | ------------ | ------------ | --------------------- | --------------------- | ------------- | ------------- | --------- | --------- |
| 2000                  | JEF United Ichihara       | J1 League             | 1            | 0            | 0                     | 0                     | 2             | 0             | 3         | 0         |
| 2001                  | JEF United Ichihara       | J1 League             | 0            | 0            | 3                     | 0                     | 0             | 0             | 3         | 0         |
| 2002                  | JEF United Ichihara       | J1 League             | 13           | 0            | 3                     | 0                     | 6             | 0             | 22        | 0         |
| 2003                  | JEF United Ichihara       | J1 League             | 28           | 4            | 3                     | 1                     | 3             | 0             | 34        | 5         |
| 2004                  | JEF United Ichihara       | J1 League             | 29           | 7            | 1                     | 0                     | 5             | 1             | 35        | 8         |
| 2005                  | JEF United Ichihara Chiba | J1 League             | 34           | 8            | 1                     | 0                     | 11            | 0             | 46        | 8         |
| 2006                  | JEF United Ichihara Chiba | J1 League             | 26           | 4            | 1                     | 0                     | 10            | 2             | 37        | 6         |
| 2007                  | JEF United Ichihara Chiba | J1 League             | 27           | 3            | 0                     | 0                     | 5             | 1             | 32        | 4         |
| 2008                  | Kyoto Sanga               | J1 League             | 34           | 3            | 1                     | 0                     | 6             | 1             | 41        | 4         |
| 2009                  | Kyoto Sanga               | J1 League             | 28           | 0            | 0                     | 0                     | 5             | 1             | 33        | 1         |
| 2010                  | JEF United Chiba          | J2 League             | 36           | 5            | 1                     | 0                     | –             | –             | 37        | 5         |
| 2011                  | JEF United Chiba          | J2 League             | 36           | 1            | 2                     | 0                     | –             | –             | 38        | 1         |
| 2012                  | JEF United Chiba          | J2 League             | 31           | 2            | 1                     | 0                     | –             | –             | 32        | 2         |
| 2013                  | JEF United Chiba          | J2 League             | 30           | 0            | 1                     | 2                     | –             | –             | 31        | 2         |
| 2014                  | JEF United Chiba          | J2 League             | 24           | 0            | 2                     | 0                     | –             | –             | 26        | 0         |
| 2015                  | JEF United Chiba          | J2 League             | 26           | 0            | 1                     | 0                     | –             | –             | 27        | 0         |
| 2016                  | JEF United Chiba          | J2 League             | 11           | 0            | 2                     | 0                     | –             | –             | 13        | 0         |
| 2017                  | JEF United Chiba          | J2 League             | 19           | 0            | 1                     | 0                     | –             | –             | 20        | 0         |
| Tổng                  | Tổng                      | Tổng                  | 433          | 37           | 23                    | 3                     | 53            | 6             | 509       | 46        |